# Szétau

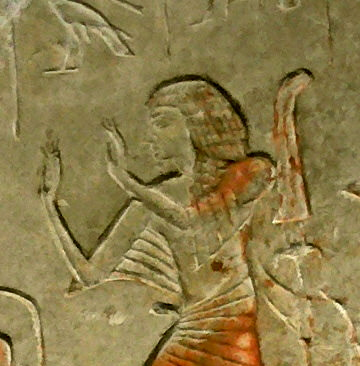
Szétau egy sztélén, a Louvre-ban

Szétau ókori egyiptomi tisztségviselő, Kús alkirálya volt a XIX. dinasztia idején, II. Ramszesz fáraó uralkodásának második felében.

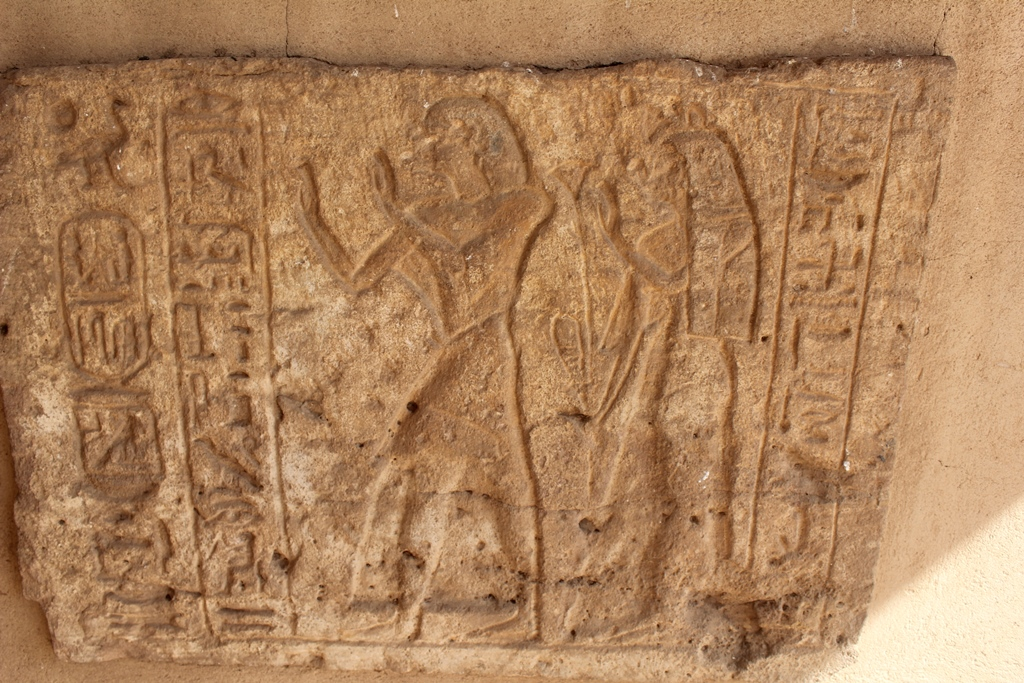
Sztélé a Szudáni Nemzeti Múzeumban. Szétau alkirály és Nofretmut II. Ramszeszt imádja, akinek kártusa baloldalt látható.

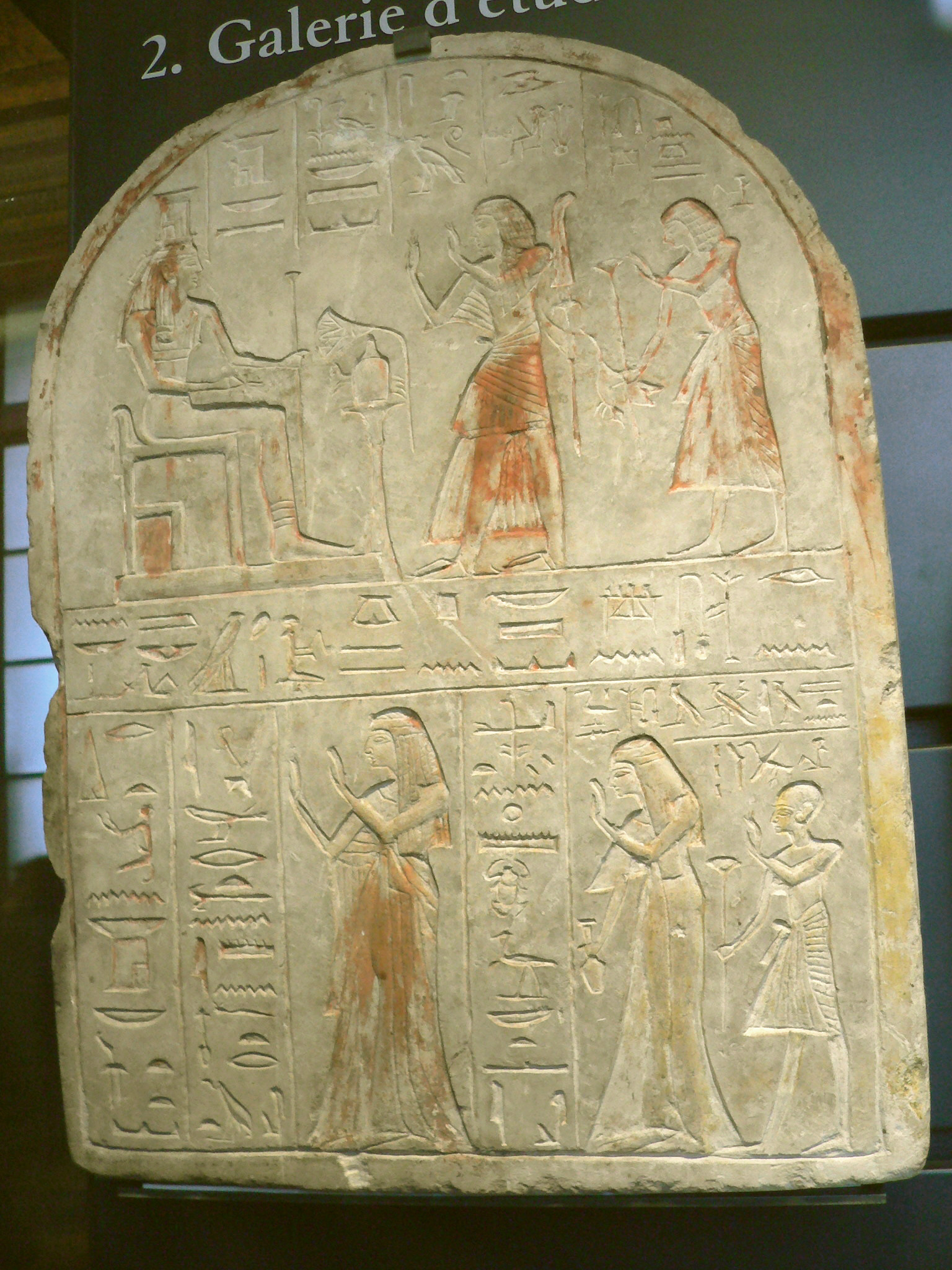
Sztélé Szétau és felesége, Nofretmut alakjával

Korabeli feljegyzések szerint Szétau a fáraó 38. és 63. uralkodási éve között töltötte be Kús alkirályának pozícióját. Apja neve Sziwadzset, anyja An, Ámon énekesnője. Felesége neve Nofretmut. Szétau „a királyi iskola gyermeke volt”, azaz az udvarban nőtt fel, és már alkirályi kinevezése előtt is szép pályát futott be az uralkodó szolgálatában, mint azt Vádi esz-Szebuában fennmaradt hosszú életrajzi feliratában részletezi. A Vádi esz-Szebua-i templomot Szétau építtette II. Ramszesz számára a fáraó uralkodásának 44. évében (i. e. 1236 körül). A templom udvaráról került elő Szétau tizenegy sztéléje, melyek ma a kairói Egyiptomi Múzeumban találhatóak, erről nemcsak pályáját ismerhetjük meg, de az alkirály feladataiba is betekintést nyerhetünk. Beszámol arról, hogy a palotában nőtt fel, a királyi család ételeit ette, és írnok (írástudó) lett, majd kinevezték a vezír fő írnokává. Később Ámon fő háznagya lett, majd a kincstár felügyelője és Ámon ünnepeinek vezetőjévé, végül Kús alkirályává. Szétau mindenképpen nyomot akart maga után hagyni Núbiában, felirata szerint több ezer és tízezer parasztot, több százezer núbiait kormányzott, begyűjtötte az adót, és elrendelte II. Ramszesz templomának megépítését Vádi esz-Szebuában.
A Vádi esz-Szebua-i templomon kívül Szétau még egy templomot emelt, a 45. uralkodási évben, a Gerf Husszein-i templomot, a Nílus nyugati partján. Ez a részben sziklába vájt templom Ptah, Ptah-Tatjenen és Hathor tiszteletére épült, de a király kultuszával is kapcsolatban állt. Szfinxekkel szegélyezett út vezetett a pülónhoz, innen oszlopos udvar nyílt, melyet kolosszális Ozirisz-szobrok szegélyeztek. Szétau életrajzi sztéléin említi, hogy a munkaerő nagy részét hadifoglyok adták, és Ramszesz hadjáratainak zsákmányából finanszírozták. Ezt a kijelentését alátámasztja Ramosze, a hadsereg egyik tisztjének a 44. évben keletkezett szövege is, melyben kijelenti, hogy a fáraó arra utasította Szétait, hogy „a líbiaiak földjéről származó foglyokkal” építtesse fel a nagy Vádi esz-Szebua-i templomot. Szétau nagyratörő törekvéseit maradandó emlékművek megalkotása során aláásta a rossz minőségű alapanyag és a képzetlen munkaerő. Az épületek első látásra fenségesek, de nincsenek jól megépítve, és még az alkirály saját sztéléje is tele van helyesírási hibával. Szétau El-Kabban is építtetett vagy felújíttatott egy templomot.

## Sírja

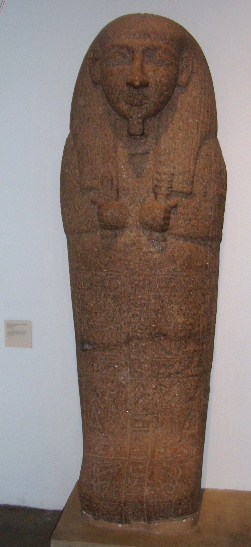
Szétau szarkofágfedele (British Museum)

Szétau sírja, a TT289 Dirá Abu el-Nagában található, a thébai nekropoliszban. A nagyméretű sír díszítései közt láthatóak egy temetési menet, a Halottak Könyve jelenetei, Szétau ábrázolása istenek előtt, néhol feleségével, Nofretmuttal együtt. A sírban megtalálták gránit szarkofágfedelét, valamint feleségének koporsófedelét, melyen Thot és Amszet alakja látható. Szétau újrahasznosította a szintén a ramesszida korban élt Bakenhunszu sírja, a TT288 piramisát.

## Fordítás
- Ez a szócikk részben vagy egészben  a   Setau című angol Wikipédia-szócikk ezen változatának fordításán alapul.  Az eredeti cikk szerkesztőit annak laptörténete sorolja fel. Ez a jelzés csupán a megfogalmazás eredetét és a szerzői jogokat jelzi, nem szolgál a cikkben szereplő információk forrásmegjelöléseként.